# Chiesa di San Michele Arcangelo (Lesignano de' Bagni)
La chiesa di San Michele Arcangelo, nota anche come pieve di Lesignano, è un luogo di culto cattolico dalle forme romaniche e barocche, situato in piazza IV Novembre a Lesignano de' Bagni, in provincia e diocesi di Parma; è sede di una parrocchia compresa nella zona pastorale della Pedemontana.

## Storia
La pieve originaria fu edificata in epoca medievale, probabilmente già nell'XI o nel XII secolo. Tuttavia, la più antica testimonianza della sua esistenza risale soltanto al 1230, quando la plebs de Lisignano, da cui dipendeva la cappella di Stadirano, fu citata nel Capitulum seu Rotulus Decimarum della diocesi di Parma. In seguito la sua giurisdizione si estese alle cappelle di Santa Maria del Piano e di Santa Maria del Monte, citate nella Ratio Decimarum del 1299 e nel Liber extimi universi cleri parmensis del 1354.
Intorno alla metà del XIV secolo la chiesa fu ricostruita sul luogo della precedente, ma il 9 maggio 1405, un mese dopo la conquista del castello rossiano di Lesignano da parte delle truppe di Guido Torelli, Pietro da Vianino, feroce nemico dei Rossi, distrusse quasi completamente il nuovo edificio, a eccezione del campanile.
Sulle rovine, nel 1474 Pier Maria II de' Rossi fece costruire una nuova pieve, in forme molto differenti rispetto alla struttura originaria, di cui furono conservati solo l'abside, il portale d'ingresso del lato sud e vari elementi reimpiegati qua e là.
Tra il 1579 e il 1590, in obbedienza ai dettami del concilio di Trento, la chiesa fu ristrutturata e parzialmente modificata, realizzando anche la nuova pavimentazione e il fonte battesimale e risistemando la copertura; nel 1598 fu inoltre aggiunta in adiacenza alla navata destra la cappella dedicata alla beata Vergine del Rosario.
Nel corso del XVII secolo l'edificio fu profondamente trasformato: furono intonacate tutte le pareti; negli interni, furono sostituite le colonne con pilastri a base rettangolare e le capriate lignee con volte a botte sulle navate; negli esterni, fu arretrata di due campate la facciata, ricostruita in forma rettangolare reimpiegando i materiali della precedente.
Nel 1706 fu aggiunta in adiacenza alla navata sinistra la cappella dedicata a sant'Antonio.
Tra il 1772 e il 1774 furono ampliate le finestre della facciata e del lato meridionale, mentre nel 1779 fu restaurato l'antico campanile.
Nel 1818 e nel 1832 la chiesa fu profondamente danneggiata da due terremoti, senza tuttavia essere successivamente restaurata.
Agli inizi del XX secolo fu edificato il nuovo campanile su progetto dell'architetto Camillo Uccelli; la torre fu completata nel 1927 in una seconda campagna di lavori; negli stessi anni fu inoltre costruita in adiacenza alla navata sud la sagrestia.
Nel 1936 la chiesa fu restaurata per ovviare ai danni dei due terremoti ottocenteschi.
Nel 1970 furono rimossi gli intonaci dalle facciate, riportando alla luce il piccolo rosone chiuso nel XVII secolo; nel 1972 furono inoltre riscoperti gli affreschi medievali dell'abside, ove furono riaperte le due monofore laterali.
Il 9 novembre 1983 un forte terremoto danneggiò pesantemente l'edificio; tra il 1984 e il 1986 furono avviati i necessari lavori di ristrutturazione e consolidamento strutturale, che riguardarono soprattutto le coperture e le fondazioni.
Il 23 dicembre 2008 un nuovo sisma di forte intensità provocò altri danni alla chiesa; tra il 2010 e il 2014 furono eseguiti gli interventi di ristrutturazione e consolidamento, che interessarono l'intero edificio; furono inoltre restaurati gli affreschi e sostituiti tutti gli impianti.

## Descrizione

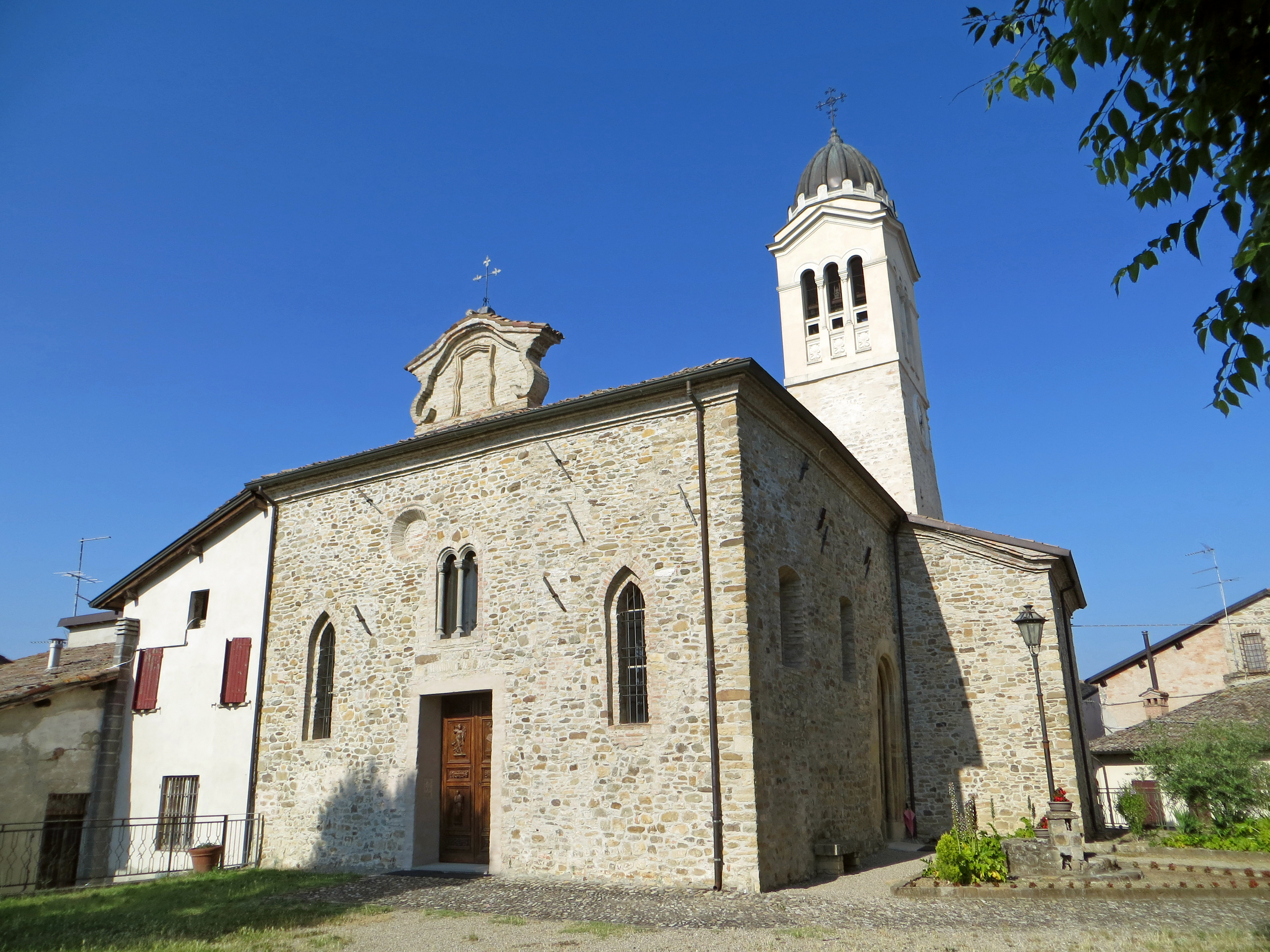
Facciata e lato sud

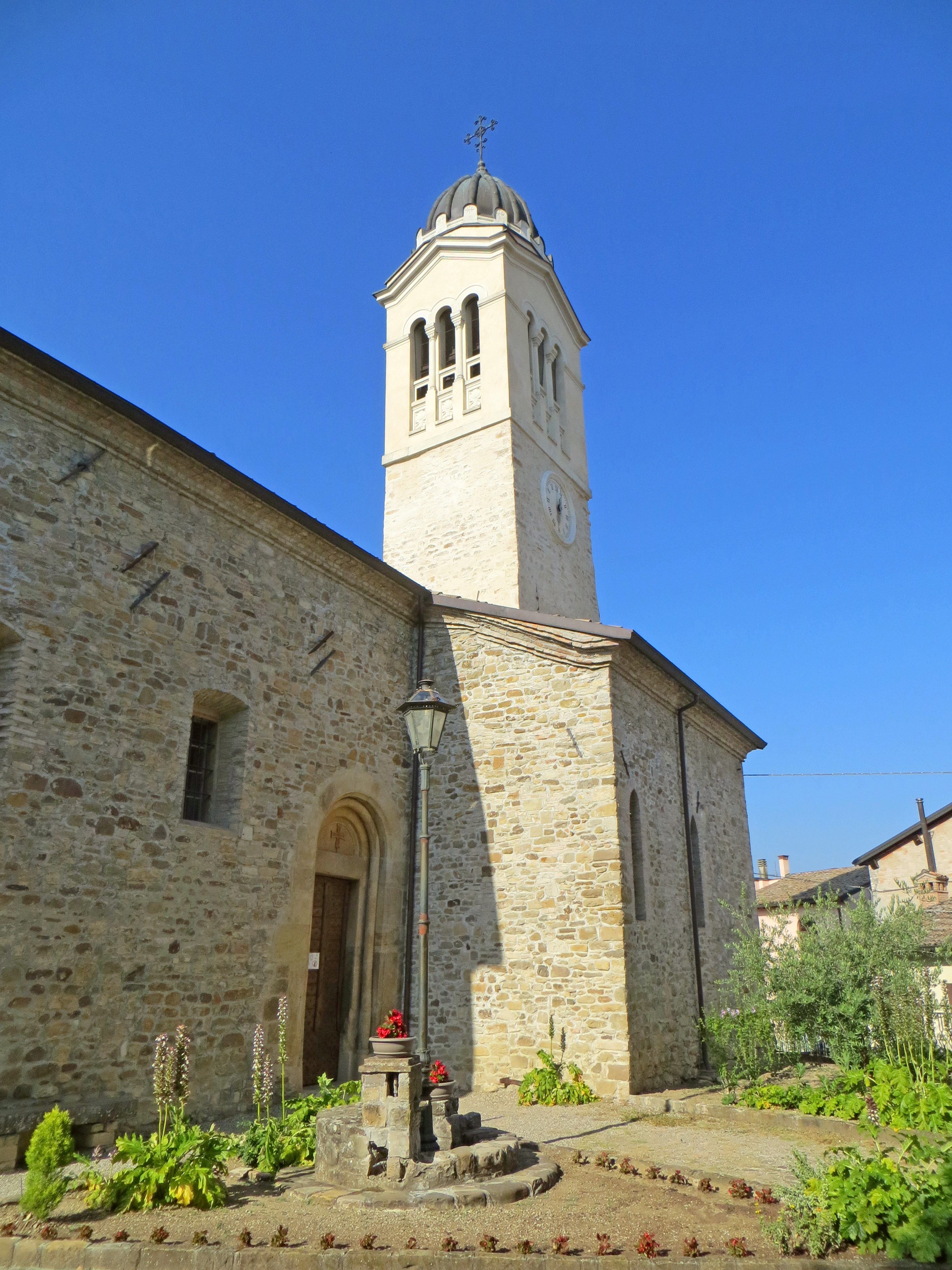
Lato sud e campanile

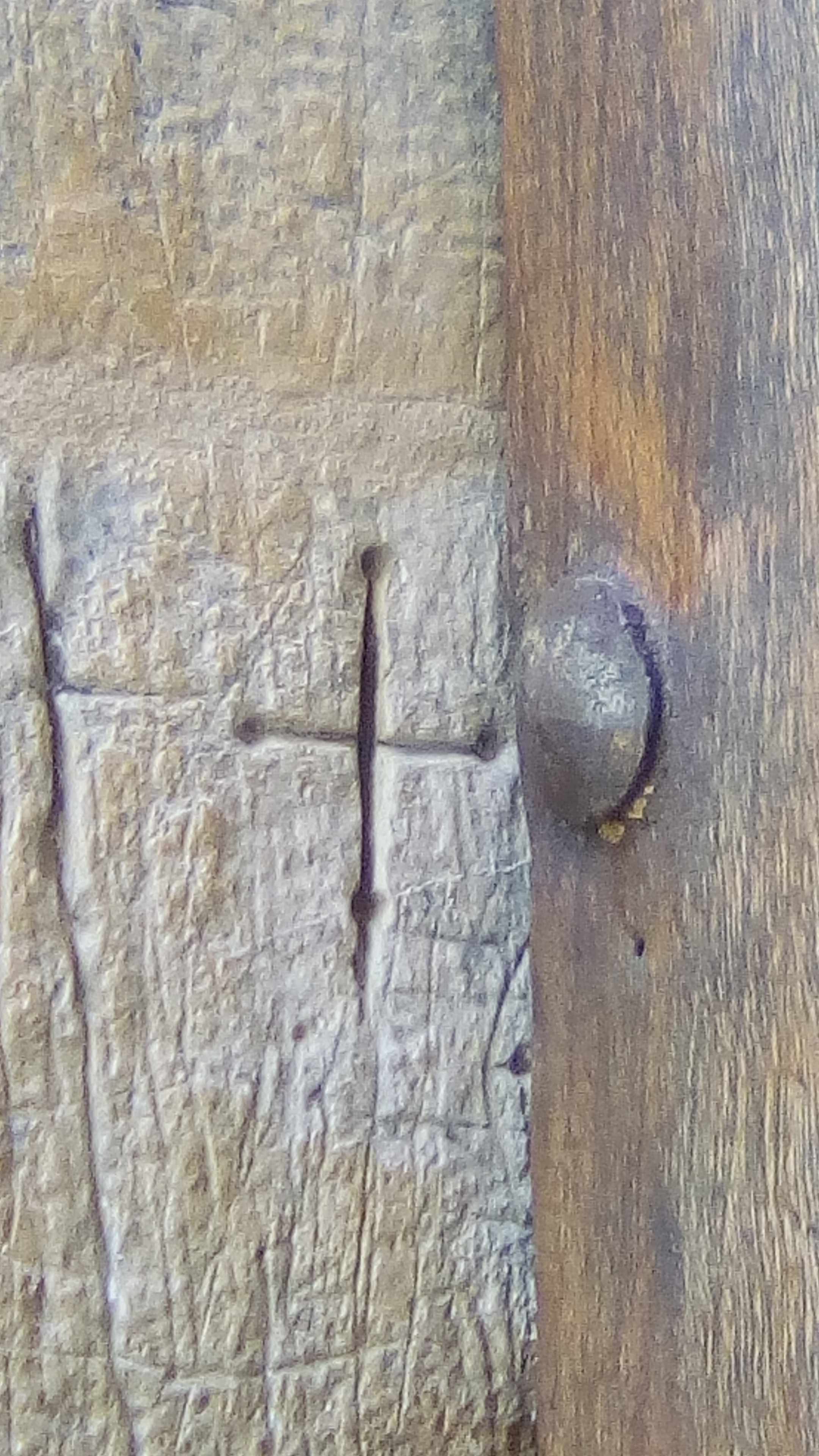
Croci devozionali di antichi pellegrini incise nei piedritti del portale laterale

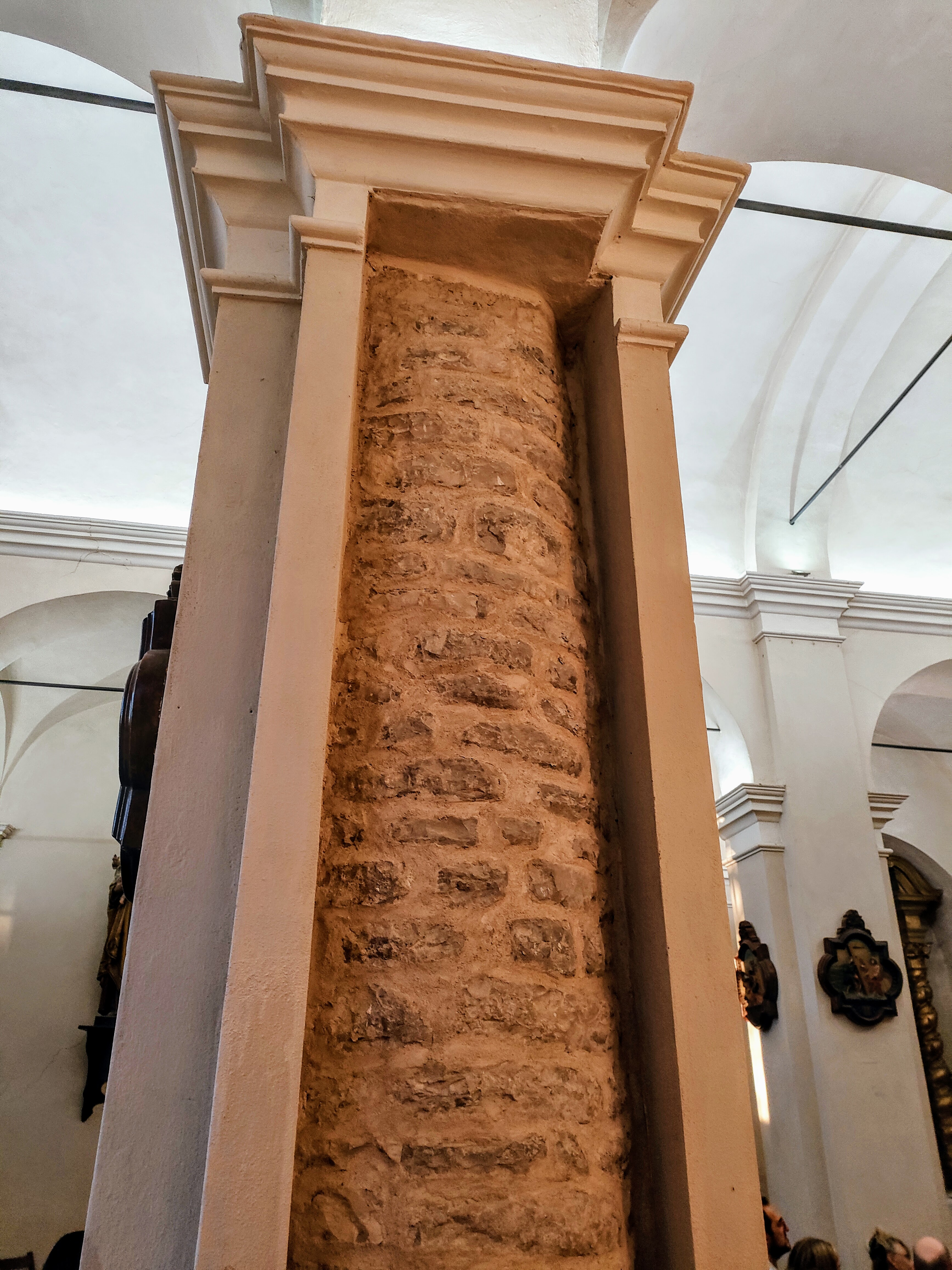
Lato interno del secondo pilastro destro della navata centrale

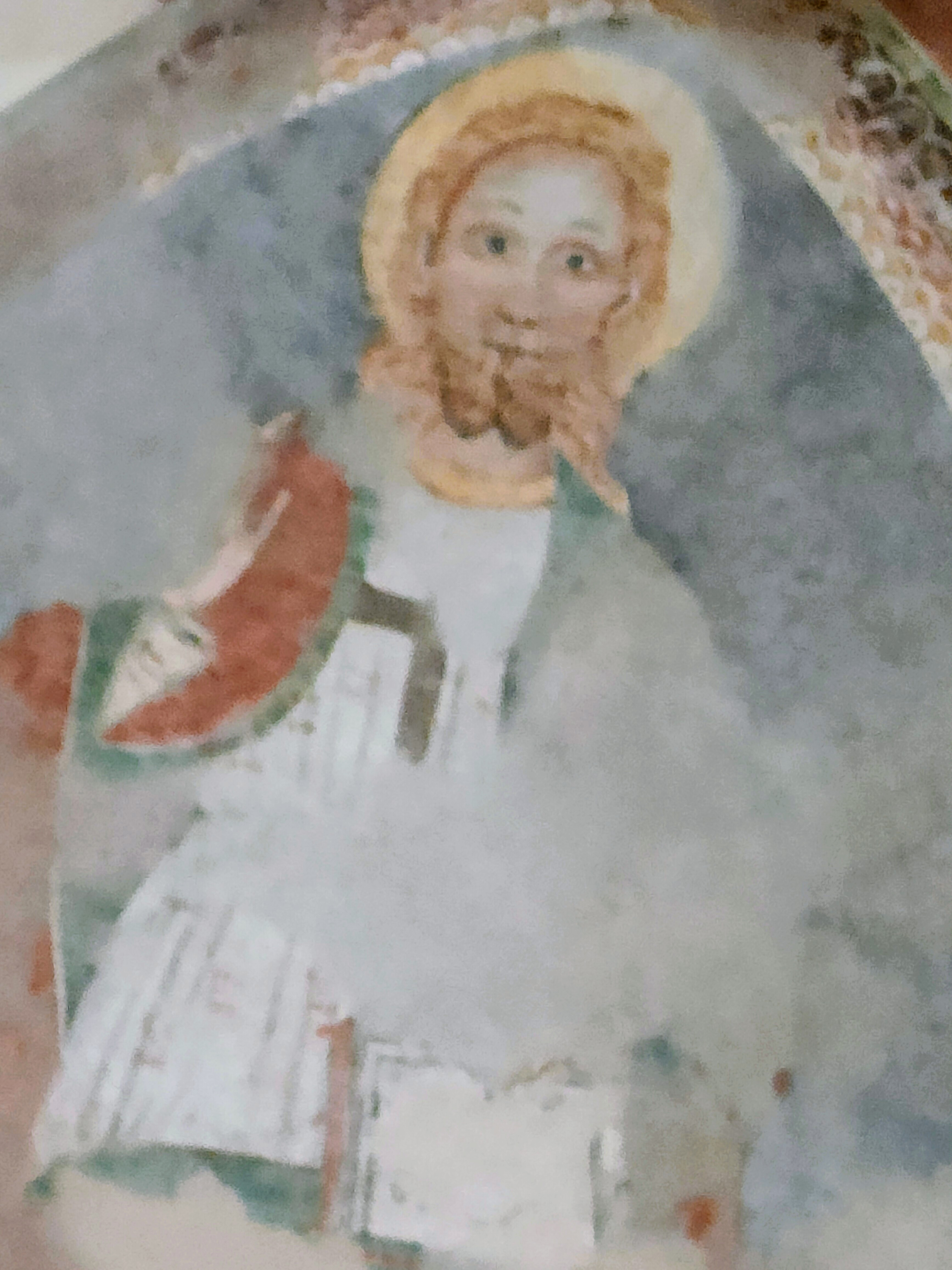
San Cristoforo e il Bambino sul catino absidale

La chiesa si sviluppa su un impianto a tre navate affiancate da una cappella su ogni lato, con ingresso a ovest e presbiterio absidato a est; in adiacenza al lato nord si estendono la canonica e gli edifici annessi.
La pressoché simmetrica facciata rettangolare, interamente rivestita in pietra come il resto dell'edificio, è caratterizzata dalla presenza nel mezzo del portale d'accesso con architrave modanato; più in alto è collocata una bifora ad arco a tutto sesto con colonnina centrale, coronata da un capitello ornato con motivi vegetali; alla sua sinistra, decentrato rispetto al prospetto, si trova l'antico rosone medievale chiuso, riscoperto nel 1970; ai lati dell'ingresso si aprono due alte monofore ad arco ogivale. In sommità, oltre il cornicione di coronamento, si eleva nel mezzo il frontone mistilineo barocco.
Il fianco destro, illuminato da una monofora ad arco ogivale, conserva il portale d'ingresso laterale romanico, risalente al XII secolo; la struttura strombata, sopravvissuta alla distruzione del 1405, è delimitata da due colonnine e due piedritti in conci di arenaria, raccordati superiormente con un'arcata a tutto sesto che inquadra una lunetta decorata con un altorilievo raffigurante una croce greca.
Sul fondo del prospetto meridionale, oltre la cappella e la sagrestia in aggetto, si eleva il campanile, suddiviso in due diversi ordini corrispondenti alle due distinte fasi costruttive novecentesche; la parte inferiore è rivestita in pietra, mentre quella superiore, in corrispondenza della cella campanaria affacciata sui quattro lati attraverso ampie trifore, è intonacata; in sommità, oltre le cuspidi, si staglia la cupola in rame di coronamento.
Sul retro l'abside originaria in pietra, parzialmente inglobata nell'edificio adiacente, presenta due monofore laterali ad arco a tutto sesto, riaperte nel 1972.
All'interno la navata centrale intonacata, coperta da volta a botte, è separata da quelle laterali da una serie arcate a tutto sesto, rette da pilastri a pianta rettangolare, decorati con lesene coronate da capitelli dorici; il lato interno di uno dei pilastri mostra parte della colonna in pietra originaria, inglobata nel corso della ristrutturazione seicentesca.
Il presbiterio, lievemente sopraelevato, è coperto da una volta a botte lunettata in continuità con la navata centrale; al centro è collocato l'altare maggiore a mensa in arenaria della fine del XX secolo, decorato con un altorilievo raffigurante la Cena in Emmaus; sul fondo dell'abside si staglia un crocifisso ligneo risalente all'incirca al 1600; in sommità, il catino è ornato con un affresco medievale raffigurante San Cristoforo col Bambino, restaurato nel 2014.
La chiesa accoglie altre opere di pregio, tra cui un'ancona del 1706, contenente la pala del 1740 circa raffigurante Sant'Antonio da Padova, un'ancona seicentesca in stile tardo-manierista, due confessionali settecenteschi, una credenza risalente alla metà del XVIII secolo, un turibolo realizzato da Giuseppe Caldera nel 1790, un calice e un ostensorio in argento del 1787. Sono infine conservati dell'edificio originario due leoni stilofori mutili in arenaria, alcuni capitelli scolpiti e una campana in bronzo realizzata da Domenico da Parma nel 1363.